# Chola-Architektur

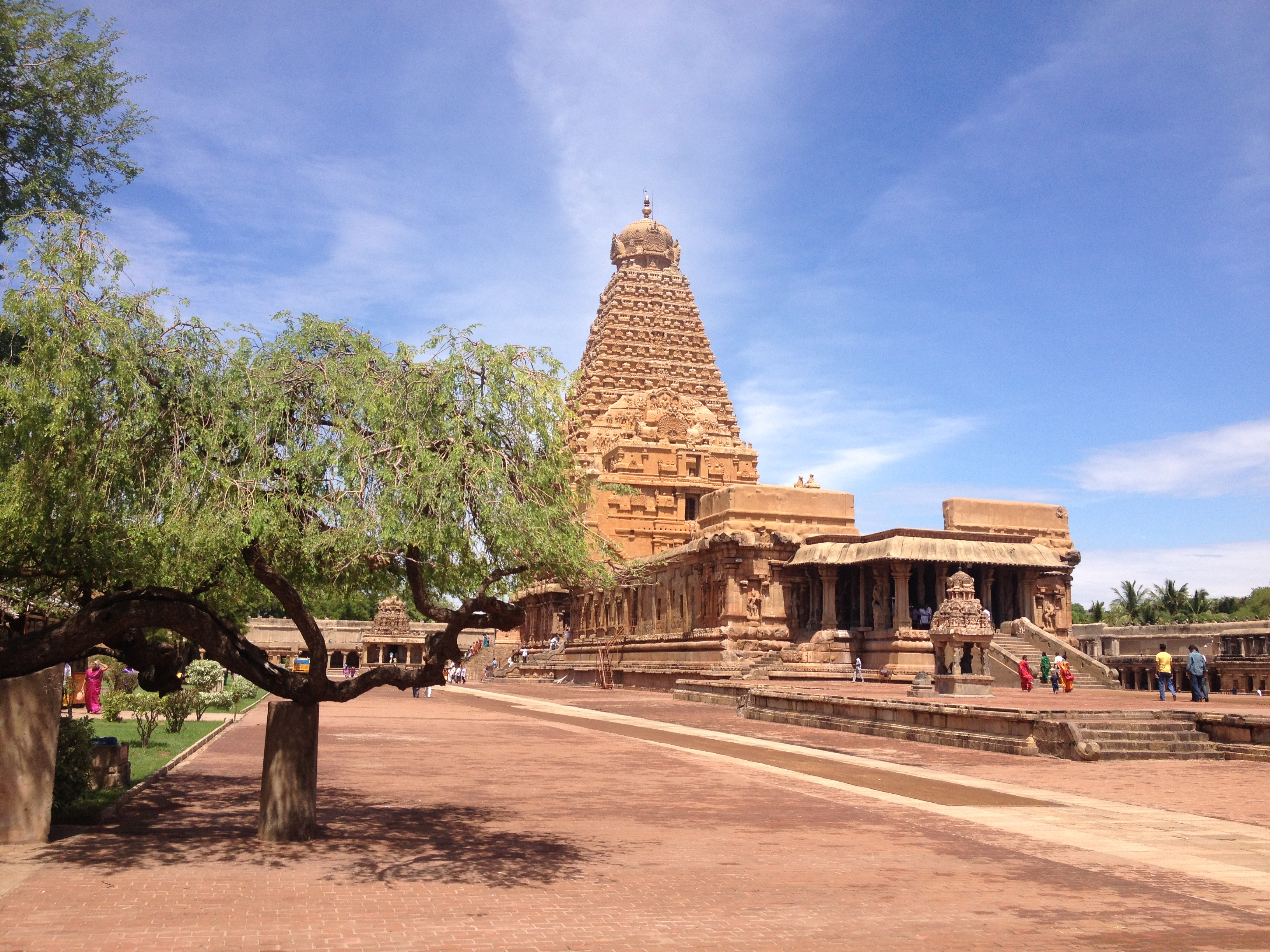
Brihadishvara-Tempel in Thanjavur

Die Chola-Architektur umfasst den Zeitraum der politischen, wirtschaftlichen und künstlerischen Dominanz des südindischen Chola-Reiches, also in etwa die Phase zwischen 900 und 1200. In dieser Zeit entstanden unter anderem die von der UNESCO als Weltkulturerbe anerkannten Großen Tempel der Chola-Dynastie.

## Historischer Hintergrund
Im 7. und 8. Jahrhundert waren die Chola Vasallen der Pallava und konnten sich nur langsam aus diesem Abhängigkeitsverhältnis lösen. Erst in der zweiten Hälfte des 9. Jahrhunderts entstanden die ersten in Eigenverantwortung errichteten Kleintempel der Chola (z. B. in Enadi, Keelathanian und Panangudi). Architektonische Höhepunkte und Zeichen ihres Strebens nach politischer Unabhängigkeit sind der Vijayalayacholisvaram-Tempel in Narthamalai (um 850) und der Valisvara-Tempel in Thiruvaleeswaram (um 900), dem ca. 100 Jahre später (um 1000) der Brihadishvara-Tempel in ihrer damaligen Hauptstadt Thanjavur folgen sollte.
Von den Vorgängerdynastien der Cholas in Südindien (Satavahanas, Kadambas, Gangas, Pallavas und Pandyas) sind keine Palast- und Wohnbauten überliefert. Man muss deshalb davon ausgehen, dass diese aus Zweigen, Lehm und/oder zubehauenen Holzbalken oder -brettern errichtet wurden. Die folgenden Ausführungen beziehen sich daher lediglich auf die (erhaltenen) Tempel.

## Weihe
Die Cholas waren treue Anhänger des Hindu-Gottes Shiva und so sind ihm bzw. seinen zahlreichen Aspekten und Erscheinungsformen nahezu alle Tempel geweiht – so gehört auch ein allseits offener Nandi-Schrein, mindestens aber eine Nandi-Figur zum Gesamtbild der meisten Chola-Tempel.

## Architektur
Alle Tempel der Chola sind aus behauenen Steinen gemauerte Freibautempel; Felstempel wurden nicht gefertigt. Im Wesentlichen übernahm man die in der späten Pallava-Architektur entwickelten Merkmale.
Kennzeichen fast vieler früher Chola-Tempel ist ein durch Pilaster, manchmal auch durch Wandnischen gegliedertes, aber insgesamt eher schmuckloses Erdgeschoss; die über der Cella (garbhagriha) aufragenden Turmaufbauten bestehen meist aus einer gebäudeähnlichen Struktur auf quadratischem Grundriss mit Blendtüren bzw. -fenstern, die in einem haubenähnlich geschwungenen Dach endet. Die Eingänge werden durch Wächterfiguren (dvarapalas) bewacht.
Bei den späteren Repräsentativbauten sind die Erdgeschosszonen deutlich schmuckvoller gestaltet und die mehrfach horizontal unterteilten Turmaufbauten (vimana) von zahlreichen Scheinarchitekturen und Blendfenstern (kudus) umstellt; darüber hinaus finden sich hier nicht selten Figuren (Götter, Wächter, Dämonen und Begleitfiguren wie liegende Nandi-Bullen). Der obere, ins Rund überführte Abschluss wird gebildet von einer „Schirmkuppel“ mit kalasha-Krug. Der in der Tempelbaukunst im Norden Indiens übliche amalaka-Ringstein ist im Süden nicht zu finden.
Kleinere und größere Tempel sind regelmäßig von einer Mauer umgeben, die auch kleinere Nebenschreine mit einbezieht; ein einziger Eingang mit einem immer größer werdenden Torbau (gopuram) führt in den Tempelbezirk. Keiner der Tempel ruht auf einer Umgangsplattform (jagati); sie sind lediglich durch eine Sockelzone und Treppenstufen gegenüber dem Bodenniveau erhöht, wodurch Verschmutzungen durch matschiges Regenwasser und freilaufende Tiere vermieden werden. Die Vorhallen (mandapas) nehmen im Vergleich zum eigentlichen Sanktumsbereich eine zunehmend größer werdende Fläche ein.

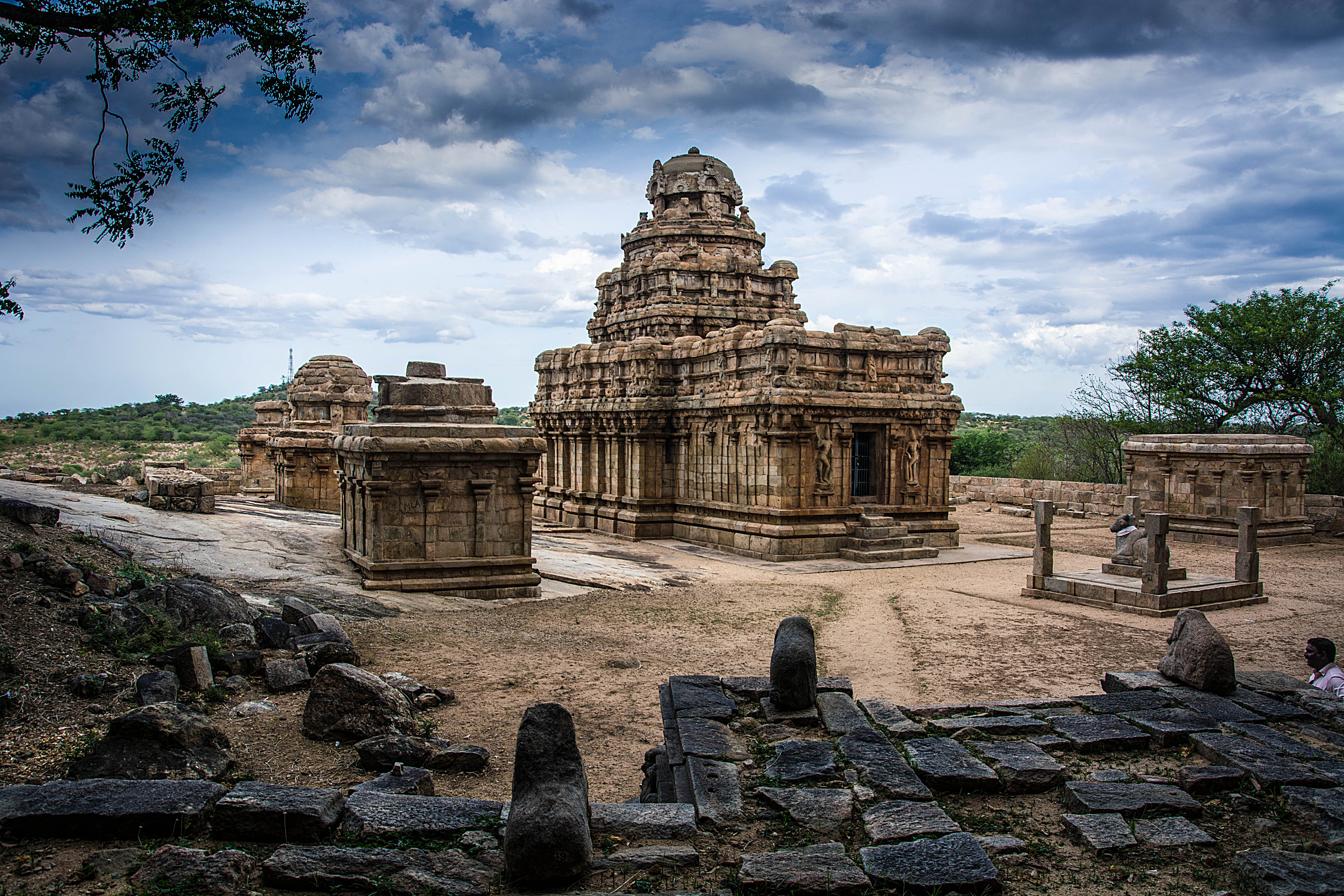
Tempel in Narthamalai (um 850)
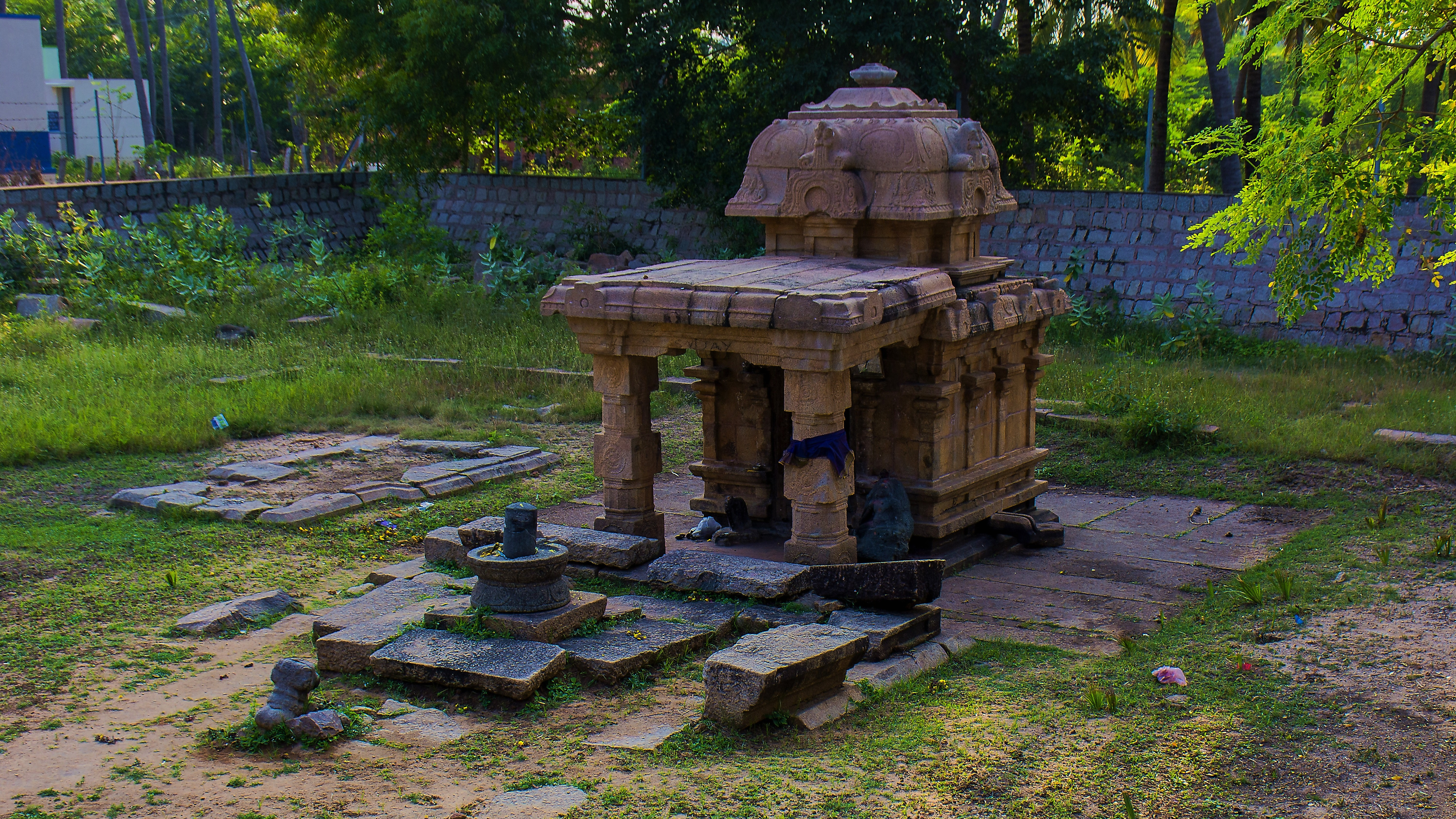
Tempel in Enadi (um 870)
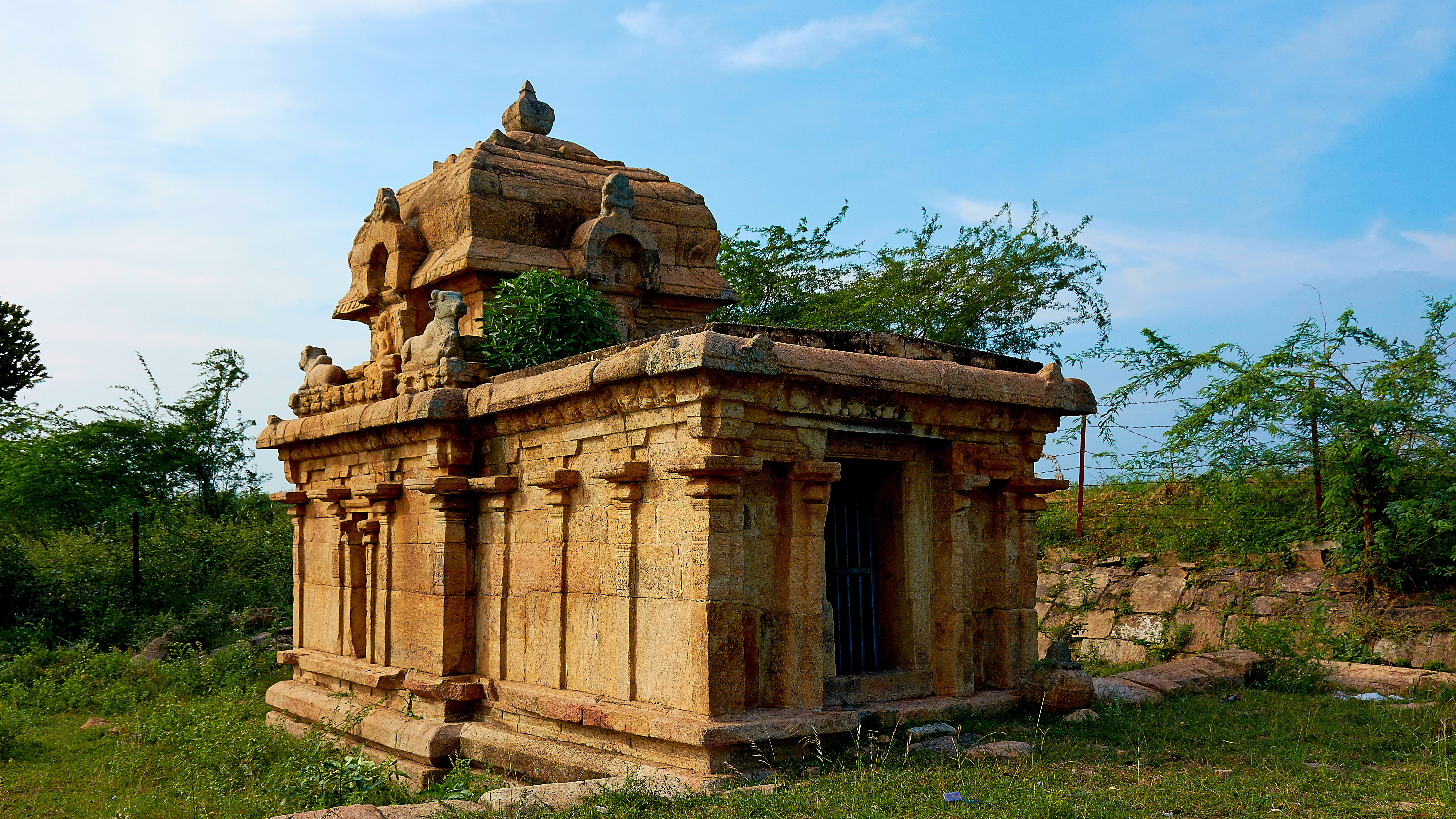
Tempel in Panangudi (um 870)
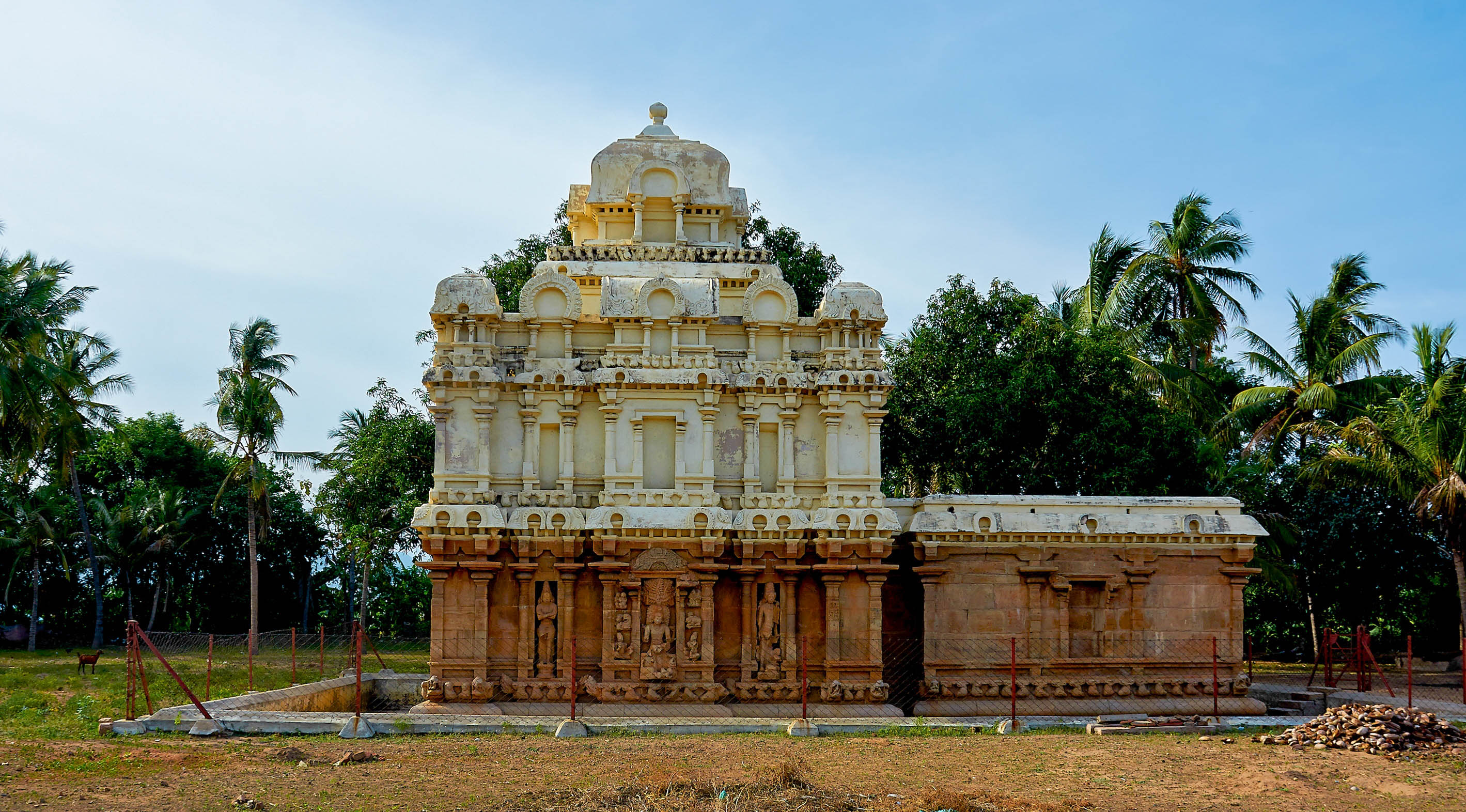
Tempel in Srinivasanallur (um 880)
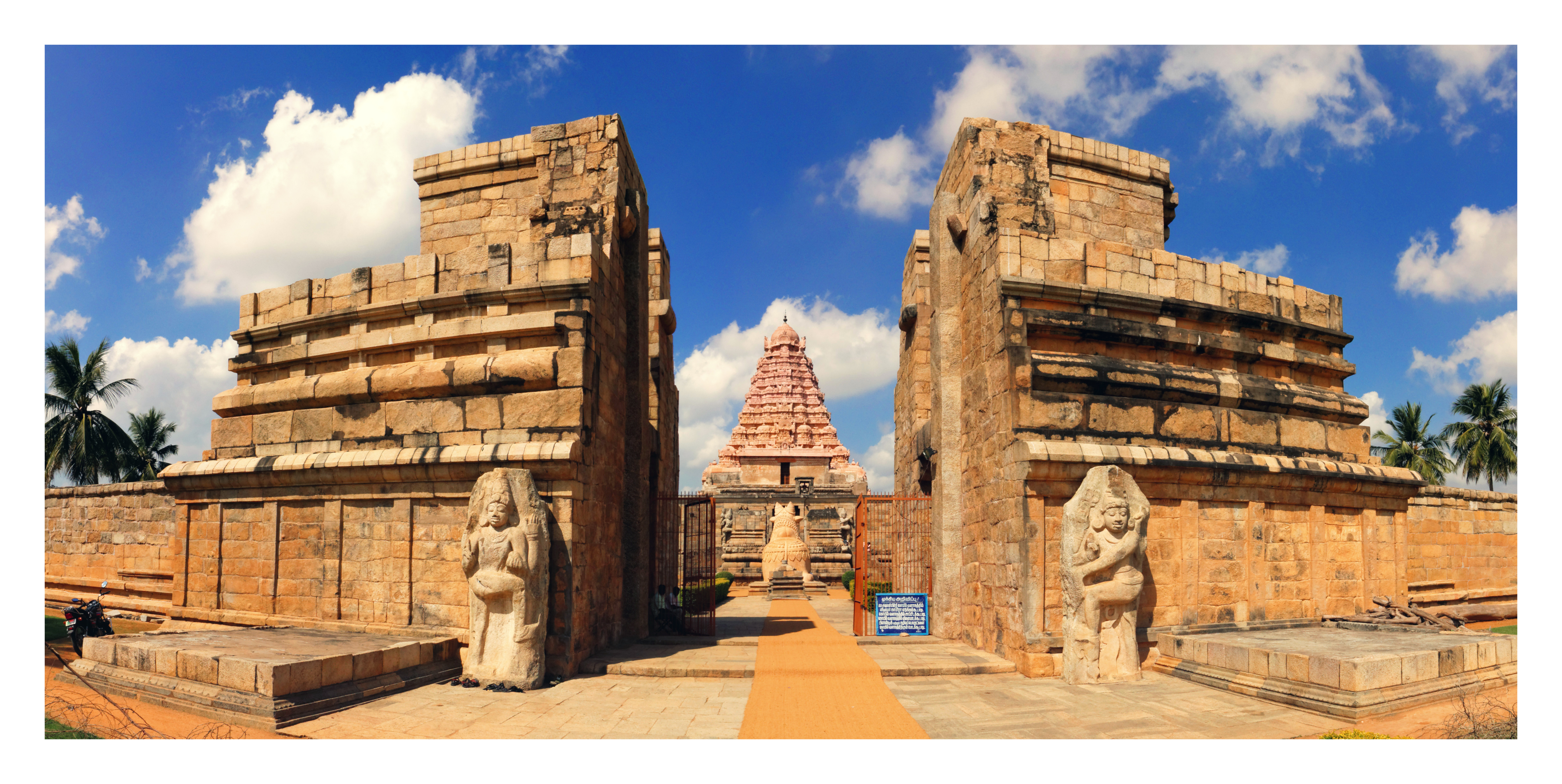
Gangaikondacholapuram (um 1035)